# Jesús Urquía
Jesús Urquía Astola, conocido como Sebitas, (Arechavaleta, Guipúzcoa, España, 26 de octubre de 1931-Ib., 21 de agosto de 2000) fue un futbolista que jugaba como guardameta.

## Trayectoria deportiva
Inició su carrera como futbolista en el equipo de su localidad, la U. D. Aretxabaleta (Regional), en la temporada 1947-48. En la temporada 1952-53 fichó, junto con su compañero Vicente Echeandía, por el Deportivo Alavés (2.ª División).
Al firmar por el club babazorro, la plantilla contaba con la presencia de dos guardametas contrastados como Javier Berasaluce y Antonio Calderón, por lo que el Deportivo Alavés le asignó ficha de jugador aficionado. Con ello fue posible su cesión a los equipos de Regional C. D. Vitoria (1952-53) y Mondragón C. F. (1953-54]]) donde terminó de foguearse como guardameta. A su regreso en la temporada 1954-55, el Deportivo Alavés estaba en 1.ª División donde no tuvo la oportunidad de jugar al tener por delante a Javier Berasaluce y Carlos Larrañaga. 
En la siguiente temporada la marcha de Javier Berasaluce al Real Madrid C. F. fue cubierta por el portero del Sestao Sport Club Tomás Arbulu, pese a lo cual tuvo la oportunidad de debutar en la categoría en la visita al Metropolitano en la derrota 8-1 frente al Atlético de Madrid donde detuvo un penalti. El descenso a 2.ª División le permitió disputar un mayor número de partidos en las siguientes 4 temporadas guardando la portería albiazul en 37 encuentros.
El descenso a 3.ª División del Deportivo Alavés en la temporada 59-60 supuso su salida del equipo para firmar por el Bergara K. E. (3.ª). Permaneció en el club mahonero hasta el descenso a Regional en la temporada 1962-63, cuando firmó por el C. D. Mirandés (3.ª), para regresar una temporada más tarde al Alto Deva para jugar su última temporada en activo en el Mondragón C. F. (3.ª).

## Vida posterior
Una vez que abandonó su carrera futbolística se hizo cargo hasta de su jubilación del bar Txoko en su localidad natal, Arechavaleta.

## Clubes
| Club               | País   | Año                |
| ------------------ | ------ | ------------------ |
| U. D. Aretxabaleta | España | 1947-1952          |
| C. D. Vitoria      | España | 1952-1953 (cedido) |
| Mondragón C.F.     | España | 1953-1954 (cedido) |
| Deportivo Alavés   | España | 1954-1960          |
| Bergara K. E.      | España | 1960-1963          |
| C. D. Mirandés     | España | 1963-1964          |
| Mondragón C.F.     | España | 1964-1965          |